# Öresund-Universität

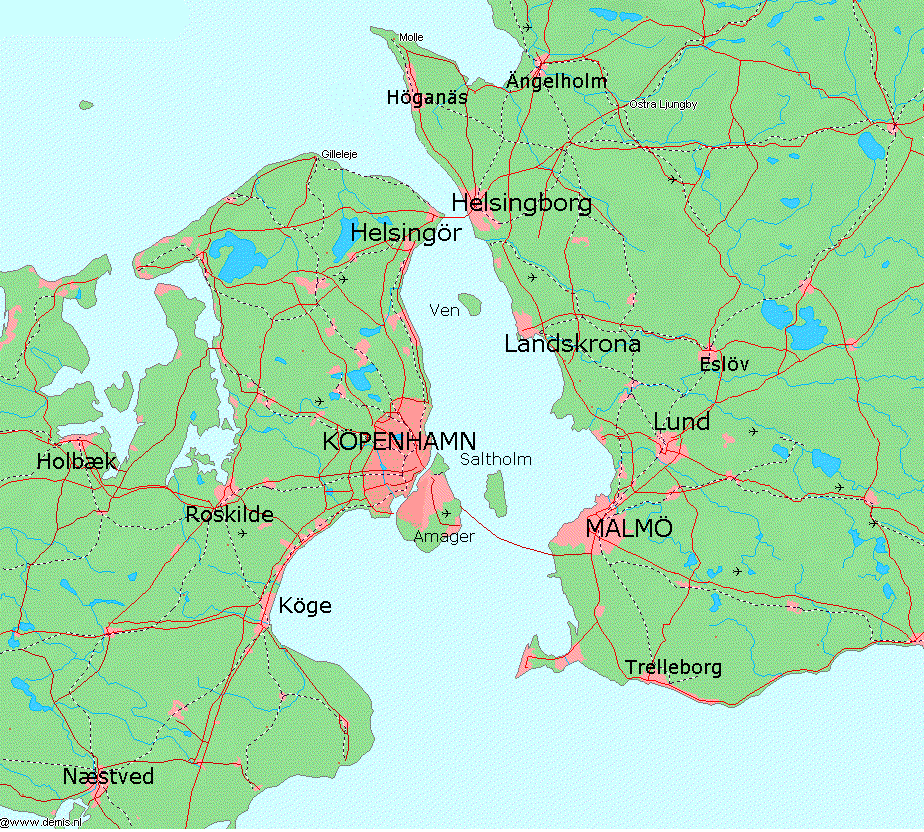
Öresundregion

Öresund-Universität (dän. Øresundsuniversitetet, schwed. Öresundsuniversitetet) war der Name eines transnationalen Forschungsnetzwerkes selbständiger Hochschulen in der dänisch-schwedischen Öresundregion. Es wurde 1997 ins Leben gerufen, aber bereits zum 31. August 2012 wieder aufgegeben. Das Scheitern war einer ungeklärten Finanzierung geschuldet. Insgesamt bezog das Netzwerk von 1997 bis 2013 rund 31 Mio. Euro Fördergelder, davon etwa die Hälfte INTERREG-Mittel aus dem EU-Regionalfonds.
Neben einem kleinen Verbindungssekretariat existierte ab 2002 Öresund Science Region, ein Büro mit Sitz in Kopenhagen und Lund, das Universitäten, Staat und Privatwirtschaft vernetzen sollte, um „wissensbasiertes Wachstum“ zu generieren.

## Partnerhochschulen
Im Oktober 1997 vereinbarten drei schwedische und acht dänische Universitäten eine institutionalisierte Kooperation. Die beteiligten Hochschulen beschäftigten rund 10.000 Mitarbeiter und hatten etwa 135.000 Studenten immatrikuliert:
- Universität Lund
- Universität Malmö
- Schwedische Universität für Agrarwissenschaften
- Universität Kopenhagen
- Copenhagen Business School
- Universität Roskilde (RUC)
- Dänemarks Technische Universität
- Danmarks Lærerhøjskole (2018: Danmarks institut for Pædagogik og Uddannelse, DPU)
- Statens Biblioteksskole (2018: Institut for Informationsstudier)
- Den Kongelige Veterinær- og Landbohøjskole (aufgelöst 2012)
- Danmarks Farmaceutiske Højskole (aufgelöst 2011)

In den folgenden Jahren schlossen sich dem Netzwerk an:
- Hochschule Kristianstad
- Kunstakademiets Arkitektskole (2018: Det Kongelige Danske Kunstakademis Skoler for Arkitektur, Design og Konservering - Arkitektskolen)
- IT-Universität Kopenhagen